# Duet (Zvezdna vrata Atlantida)
Duet je naslov epizode znanstveno-fantastične serije Zvezdna vrata, 
Med patrolo na nekem zapuščenem planetu tri ekipe iz Altantisa preseneti Puščica (wraithsko lovsko plovilo), in pred sestrelitvijo prežarči poročnico Cadmanovo in dr. McKaya v svojo shrambo. Ker pa jo malo kasneje sestrelijo in uničijo večino kontrolnih sistemov. Ko uspejo McKaya rešiti iz te naprave, ugotovijo, da imajo zavest Cadmanove in McKaya v enem telesu. Kasneje, ko jim uspe ponovno narediti kontrolni model z uporabo kristalov iz zvezdnih vrat, zadevo rešijo in dobi vsak svoje telo nazaj.